# Assiminea bifasciata
Assiminea bifasciata е вид коремоного от семейство Assimineidae. Видът не е застрашен от изчезване.

## Разпространение и местообитание
Разпространен е в Мозамбик и Южна Африка.
Обитава сладководни и полусолени басейни, скалисти дъна, океани и крайбрежия. Среща се на дълбочина около 250 m.